# Korgonthurus
Korgonthurus ist eine finnische Black-Metal-Band.

## Geschichte
Die Gruppe wurde im 2000 gegründet. Sänger und Gitarrist Corvus blickt auf ein zwischenzeitliches Engagement bei Horna zurück.

## Stil
Für das 2016er-Album Vuohen Siunaus, das beim russischen Label Фоно („Fono“) erschien, schrieb Metal.de, dass die Band „finnischen Raw Black Metal“ spiele. Für Kuolleestasyntynyt aus dem 2020 wurde dort festgehalten, dass die Band etwas nuancierter als Horna zu Werke gehen solle.

## Diskografie (Auswahl)
- 2003: Ikuisuuden Arvet (Compilation, Warmoon Records, War Against Yourself, Midwinter Records)
- 2005: Korgonthurus (Grievantee Productions, Obscure Abhorrence Productions, Blood & Soil Productions)
- 2009: Marras (Obscure Abhorrence Productions, Old Skull Productions, Woodcut Records)
- 2010: Korgonthurus / Musta Kappeli (Split-Album mit Musta Kappeli, Hammer of Hate)
- 2010: Tapa Itsesi (7"-EP, Obscure Abhorrence Productions, Art of Propaganda)
- 2016: Vuohen Siunaus (Woodcut Records, Фоно)
- 2020: Kuolleestasyntynyt (Woodcut Records)
- 2021: XX (EP, Woodcut Records)